# Rubinstein Piano Festival
Międzynarodowy Festiwal Muzyczny im. Artura Rubinsteina w Łodzi Rubinstein Piano Festival – festiwal muzyczny, który jest organizowany od 2008 roku w Łodzi dla upamiętnienia Artura Rubinsteina. Dotychczas odbyły się cztery edycje.

## Festiwal

### I Edycja (2008)
Pierwsza edycja festiwalu odbyła się w Łodzi między 10 a 18 października 2008 roku. Patronat honorowy objął Prezydent RP Lech Kaczyński i Małżonka Prezydenta pani Maria Kaczyńska, gośćmi honorowymi były córki Artura Rubinsteina – Ewa i Alina. Dyrektorem festiwalu jest Wojciech Grochowalski, a organizatorem festiwalu Międzynarodowa Fundacja Muzyczna im. A. Rubinsteina w Łodzi.
Koncerty i recitale odbywały się w Filharmonii Łódzkiej im. Artura Rubinsteina. Podczas festiwalu wystąpiło dziesięciu pianistów, w tym czterech o światowej sławie, zwycięzców The Arthur Rubinstein Piano Master Competition w Tel Awiwie - Międzynarodowego Mistrzowskiego Konkursu Pianistycznego im. Artura Rubinsteina – Emanuel Ax, Aleksander Gavrylyuk, Kirill Gerstein, Aleksander Korsantia, a także sześcioro młodych, znanych już i nagradzanych pianistów (Julianna Awdiejewa, Joanna Marcinkowska, Roman Rabinovich, Denis Zhdanov, Wojciech Waleczek, Hubert Rutkowski). Pianistom towarzyszyły dwie orkiestry symfoniczne (Filharmonii Łódzkiej i Narodowa Orkiestra Symfoniczna Polskiego Radia). Wystąpił także kwartet symczkowy Prima Vista.
Imprezami towarzyszącymi były spotkania artystyczne, wystawy, a także mniejsze koncerty i recitale organizowane z udziałem instytucji zaprzyjaźnionych z fundacją organizującą festiwal, m.in. w Akademii Muzycznej, w Muzeum Miasta Łodzi, w Muzeum Wnętrz Dworskich w Ożarowie k / Wielunia.

### II Edycja (2011)
Druga edycja festiwalu odbyła się w dniach 21 - 27 lutego 2011 roku. Patronem honorowym był Prezydent RP Bronisław Komorowski i Małżonka Prezydenta Anna Komorowska.
Główne koncerty odbywały się w Filharmonii Łódzkiej, a koncerty kameralne w Muzeum Miasta Łodzi. Wystąpili: Garrick Ohlsson, Daniel Barenboim, Aleksander Korsantia, Eugen Indjic, Siergiej Tarasow, Roman Rabinovich, Anna Fedorova, Claire Huangci, Mun Ji-yeong, Marcin Koziak, Denis Zhdanov, Szczepan Kończal. Do udziału w festiwalu zaproszono dwie orkiestry symfoniczne – Filharmonii Łódzkiej pod dyr. Macieja Nałęcz-Niesiołowskiego oraz NOSPR pod dyr. Jacka Kaspszyka, pianiści występowali także w zespołach kameralnych z Kwartet Śląski i Kwartetem Prima Vista.
Podczas drugiego festiwalu odbyło się osiem wystaw, spotkania z córkami Artura Rubinsteina paniami Ewą i Alina Rubinstein z Nowego Jorku, kursy mistrzowskie, premiera nowego filmu dokumentalnego o A. Rubinsteinie oraz koncerty w miastach województwa łódzkiego.

### III Edycja (2013)
Trzecia edycja festiwalu odbywała się między 22 a 27 kwietnia 2013 roku. Patronat honorowy objął ponownie Prezydent RP Bronisław Komorowski i małżonka prezydenta Anna Komorowska. W komitecie honorowym znaleźli się: minister kultury i dziedzictwa narodowego Bogdan Zdrojewski, wojewoda łódzki Jolanta Chełmińska, marszałek województwa łódzkiego Witold Stępień i prezydent Łodzi Hanna Zdanowska. Gośćmi honorowymi były córki A. Rubinsteina - panie Ewa i Alina Rubinstein.
Na festiwalu wystąpili: Tomasz Ritter (zwycięzca Międzynarodowego Konkursu Młodych Pianistów Arthur Rubinstein in memoriam w 2011) który zainaugurował festiwal z orkiestrą Sinfonia Varsovia pod batutą Jerzego Maksymiuka, Marek Drewnowski, Szczepan Kończal, Nelson Goerner, Siergiej Tarasow, Julianna Awdiejewa, Ketevan Sepashvili, Weselin Stanew, Do udziału zaproszono dwie orkiestry symfocznoczne: Sinfonia Varsovia i orkiestrę Symfoniczną Filharmonii Łódzkiej im. A. Rubinsteina, zaproszono jeden zespół kameralny, kwartet skrzypcowy Valentin Berlinsky Quartet (pierwsze skprzypce Bartek Nizioł)z którym wystąpił Marek Drewnowski i Siergiej Tarasow.
Festiwalowi tradycyjnie towarzyszyły wystawy, przegląd filmów muzycznych, spotkania z córkami A. Rubinsteina. Organizatorem festiwalu jest nadal Międzynarodowa Fundacja Muzyczna im. A. Rubinsteina w Łodzi, dyrektorem Wojciech Grochowalski.

### IV Edycja (2019)
Czwarta edycja festiwalu odbyła się między 14 a 19 października 2019.